# The Messenger (jogo eletrônico)
The Messenger é um jogo eletrônico de ação-plataforma desenvolvido pela Sabotage Studio e publicado pela Devolver Digital. Foi lançado em 30 de agosto de 2018 para Microsoft Windows e Nintendo Switch e em 14 de março de 2019 para PlayStation 4.

## Desenvolvimento
A Sabotage Studio é um estúdio de desenvolvimento independente localizado na cidade de Quebec, fundado por Thierry Boulanger e Martin Brouard em 2016. The Messenger foi seu primeiro projeto concluído, lançado para Microsoft Windows e Nintendo Switch em 30 de agosto de 2018 e PlayStation 4 em 19 de março de 2019. A trilha sonora do jogo foi composta por Eric W. Brown, mais conhecido por seu pseudônimo Rainbowdragoneyes, compositor de chiptune, e como membro das bandas Nekrogoblikon, The Dread Crew of Oddwood, Dr. Zilog e Swashbuckle. Cada faixa foi feita nos estilos 8 bits do NES e 16 bits do Mega Drive. O lançamento da trilha sonora também contou com faixas bônus de Keiji Yamagishi.

## Recepção
The Messenger ganhou vários prêmios antes de seu lançamento, incluindo o Start-Up Numix em 2016. Também venceu nas categorias de "Melhor Música" e "Melhor Gameplay" durante o Montreal Indie Game Festival de 2017. Jeremy Parish, da Polygon, escreveu em um artigo no site dizendo: "The Messenger se destaca de décadas de aspirantes a Ninja Gaiden, apresentando aos jogadores os controles mais rígidos que eu já encontrei em um jogo desse estilo".
No The Game Awards 2018, foi indicado para "Melhor Jogo Independente" e "Melhor Estreia Independente", vencendo o último. Também foi indicado para "Melhor Estreia" (Sabotage Studio) no Game Developers Choice Awards, e para o G.A.N.G./MAGFEST de Escolha do Público no G.A.N.G. Awards de 2019. A versão para PlayStation 4 ganhou o prêmio de "Design de Controles, 2D ou 3D Limitado" no NAVGTR Awards 2020 , enquanto suas outras indicações foram para "Precisão de Controles" e "Mixagem de Trilha Sonora Original, Novo IP".